# IBoy (Film)
iBoy ist ein britischer Science-Fiction-Thriller aus dem Jahr 2017 von Adam Randall mit Bill Milner und Maisie Williams in den Hauptrollen.
Das Drehbuch basiert auf dem gleichnamigen Roman von Kevin Brooks und verbindet eine dystopische Science-Fiction-Geschichte mit Elementen  des Rape-and-Revenge-Films.
iBoy wurde am 27. Januar 2017 auf dem Video-on-Demand-Portal Netflix veröffentlicht.

## Handlung
Im trostlosen Milieu einer Londoner Vorstadt war der 16-jährige Tom Harvey ein ziemlich normaler Teenager, bis er Zeuge eines bewaffneten Überfalls auf eine befreundete Familie wird. Da er allein und unbewaffnet ist, flieht er vor den vier Tätern, wobei ihm von hinten in den Kopf geschossen wird. Durch den Schuss dringen Teile seines Smartphones, mit dem er gerade Hilfe rufen wollte, in seinen Schädel. Als er nach mehreren Tagen im Koma wieder zu sich kommt, erklärt ihm der Arzt, dass die Bruchstücke nicht aus seinem Gehirn entfernt werden können. Als er wieder zu Hause bei seiner Großmutter ist, macht Tom sich Vorwürfe, weil Lucy, die er damals besuchen wollte (und in die er heimlich verliebt ist), von den Eindringlingen vergewaltigt wurde und er sie nicht schützen konnte, sondern geflüchtet ist.
Durch die Handyteile in seinem Gehirn ist Tom in der Lage, technische Daten anders wahrzunehmen und zu verarbeiten, so kann er z. B. alleine durch seine Gedanken ins Internet gehen, Telefonanrufe im Nahbereich mithören, SMS zurückverfolgen, absenden und lesen und Kontostände manipulieren. Außerdem kann er durch seine Kraft elektrische Impulse und Kraftfelder erzeugen. Er geht wieder zur Schule und besucht Lucy, die ihr Zimmer seit der Tat kaum noch verlässt. Gleichzeitig versucht er mehr über die Täter herauszufinden und stellt fest, dass einige von ihnen dieselbe Highschool besuchen wie er selbst.
Durch seine Fähigkeiten erfährt er Näheres über die Hintergründes des Überfalls, der angeordnet wurde, nachdem Lucys Bruder sich geweigert hatte, Mitglied in einer Gang zu werden. Mit Hilfe seiner neuen Kräfte will sich Tom an den Tätern rächen, indem er sich in ihre technischen Geräte hackt, sie öffentlich blamiert und sie durch Nachrichten eines unbekannten Absenders bedroht. Er schießt dabei jedoch über das Ziel hinaus, da er allein den Versuch unternimmt, auch die Hintermänner zu stellen. Tom gerät durch seine zunehmend waghalsigen Aktionen ins Visier des Gangsterbosses Ellman. Als Ellman Lucy entführen lässt, wird es für beide gefährlich …

## Hintergrund
Bereits 2013 gab es Pläne, den Roman iBoy von Kevin Brooks zu verfilmen. Damals sollte Will Poulter in die Hauptrolle schlüpfen, während Adam Randall Regie führt und das Drehbuch von Joe Barton stammt. Drehbeginn sollte im Februar 2014 sein. Jedoch verließ Poulter das Projekt, weswegen dieses erstmal auf Eis gelegt wurde. Im Februar 2016 übernahm der Streaming-Dienst Netflix das Projekt und engagierte Bill Milner und Maisie Williams für die Hauptrollen. Produziert wird der Film von Wigwam Films, Pretty Pictures, XYZ Films und Netflix. Gedreht wurde im Februar und März 2016 in London.
Zwei Wochen vor Veröffentlichung des Filmes wurde der erste Trailer gestreamt.

## Synchronisation
| Schauspieler         | Rollenname  | Synchronsprecher |
| -------------------- | ----------- | ---------------- |
| Bill Milner          | Tom Harvey  | Levin Liam       |
| Maisie Williams      | Lucy Walker | Franciska Friede |
| Shaquille Ali-Yebuah | Cass        | Timo Kinzel      |
| Rory Kinnear         | Ellman      | Holger Umbreit   |
| McKell David         | Hazzard     | Benjamin Stolz   |
| Armin Karima         | Ant         | Robert Knorr     |

## Kritiken
„"iBoy" kommt ohne Bombast und ohne überbordende Geschichte aus, stattdessen beschränkt er sich auf das Wesentliche. Ein schöner, kleiner, kompakt erzählter Film, der im Verlauf der Handlung an Spannung gewinnt. Empfehlenswert! 3,5 von 5 Sternen“

Auf dem deutschen Onlineportal Filmstarts wurde der Film von Nutzern mit 2,9 von 5 Sternen bewertet.
Der Film erhielt insgesamt ein gemischtes Feedback, während die Kritiker ihn auf Rotten Tomatoes mit 69 Prozent (basierend auf 13 Reviews) eher positiv bewerteten, waren nur 40 Prozent der über 500 Zuschauermeinungen positiv.